# Bianco da Siena
Bianco di Santi surnommé Bianco da Siena ou Bianco da Lanciolina (né v. 1350  à Anciolina, dans l'actuelle province d'Arezzo, et mort en 1399 à Venise) est un religieux et poète italien du Moyen Âge. 
Il est l’auteur de nombreux poèmes d’inspiration religieuse, qui eurent une très grande diffusion au Moyen Âge : il est le plus grand épigone de Jacopone da Todi.  D’abord cardeur de laine à Sienne, il devient ensuite membre de la confrérie des Jésuates, fondée par Giovanni Colombini. 

## Biographie
D’après le témoignage de Feo Belcari, Bianco di Santi est originaire de Lanciolina di Valdarno (actuellement Anciolina dans la province d'Arezzo, en Toscane) et il a ensuite travaillé comme cardeur de laine à Sienne. La date de naissance est incertaine, mais elle est à situer vers 1350, puisque Belcari écrit que Bianco était très jeune en 1367, lorsqu’il fut accueilli dans la confrérie des Jésuates. Cette confrérie fut formée vers 1360 par Giovanni Colombini et par son ami Francesco Vincenti, qui réunirent des personnes prêtes à partager avec eux une vie de pauvreté et de pénitence. 
En mai 1367, Bianco da Siena entra dans la confrérie des Jésuates et quitta Sienne avec eux afin de demander au pontife l’approbation de la règle de leur confrérie. Les Jésuates furent reçus avec bienveillance par Urbain V à Viterbe, où le pontife séjournait avec le projet de ramener le Saint-Siège à Rome. Cependant, ils étaient soupçonnés d’hérésie : Giovanni Colombini étouffa ces suspects, mais plusieurs membres quittèrent la confrérie dans ces circonstances. Pendant le voyage de retour à Sienne, Giovanni Colombini tomba malade et il mourut à Acquapendente le 31 juillet 1367. 
À la suite de l’intervention de la Curie romaine, le mouvement des Jésuates devint un ordre religieux : les membres durent renoncer à leur vie communautaire et vagabonde et ils s’établirent par groupes en Toscane et en Ombrie. Bianco da Siena resta quelque temps à Sienne, puis s’en alla à Città di Castello, d’où il partit avant 1383. Par la suite, il voyagea avec un confrère en Ombrie et en Toscane et il s’arrêta à Pistoia. Enfin, il s’établit à Venise, où il mourut en 1399.

## Œuvres
Bianco da Siena écrivit de nombreux poèmes d’inspiration religieuse. Ceux-ci eurent une très grande diffusion au Moyen Âge et ils sont aujourd’hui conservés dans de nombreux manuscrits. Les poèmes publiés sont actuellement cent vingt-deux, pour un total de plus de vingt mille vers. Quatre-vingt-douze poèmes (n° I-XCII), ont été publiés par Telesforo Bini en 1851, dix-neuf autres ont été publiés par Franca Ageno en 1939 (n° XCIII-CXI). Onze autres poèmes, tous dans la forme métrique du serventese caudato, ont été récemment découverts et publiés (n° CXII-CXXII).
Les poèmes de Bianco da Siena présentent des thèmes religieux très variés, comme l’élan d’amour vers Dieu, l’éloge de la pauvreté, la terreur de la damnation, le regret pour les péchés commis, l’union mystique. Ils sont parfois des invocations à Dieu, à la Vierge et aux saints ou des réécritures de prières et d’hymnes.